# Милош Филиповић
Милош Филиповић (Титова Митровица, 9. мај 1990) српски је фудбалер који тренутно наступа за Раднички Обреновац.
Филиповић је фудбалски стасавао у ОФК Београду, одакле је одлазио на позајмице у Младост из Апатина односно Колубару. Касније је наступао за Тимок, Вождовац, БСК из Борче и зворничку Дрину. Афирмисао се као фудбалер Зрињског чији је дрес носио шест сезона, с изузетком неколико месеци које је провео у Лариси.

## Каријера
Након млађих категорија ОФК Београда, Филиповић је уступљен екипи Младости из Апатина где је наступао током такмичарске 2009/10. у Првој лиги Србије. За матични клуб је дебитовао у двомечу са Галатасарајем у трећем колу квалификација за Лигу Европе, под вођством тренера Дејана Ђурђевића. На првом сусрету је у игру ушао уместо Александра Мијатовића док је у реваншу на терену заменио Милоша Жеравицу. У Суперлиги Србије такође је дебитовао током такмичарске 2010/11, али је следеће сезоне имао мању минутажу па је почетком 2012. прослеђен на позајмицу Колубари. Почетком наредне године прешао је у зајечарски Тимок. Током другог дела такмичарске 2012/13. одиграо је 17 утакмица и постигао 6 погодака, од чега два у победи над Слогом у Краљеву када је оцењен као најбољи појединац догађаја. После тога је постао фудбалер Вождовца, за који је дебитовао у 2. колу Суперлиге Србије за сезону 2013/14. У наставку сезоне је наступао за БСК из Борче.
Филиповић је почетком августа 2014. постао фудбалер зворничке Дрине. До краја сезоне 2014/15. постигао је 9 погодака и тиме постао најбољи стрелац екипе. Клуб је по њеном окончању напустио као слободан играч. Одатле је приступио Зрињском с којим је освојио три узастопне титуле у Премијер лиги Босне и Херцеговине. Сезону 2017/18. окончао је као најбољи стрелац такмичења. Филиповић је у априлу потписао трогодишњи уговор с Ларисом, чији је играч постао након истека сарадње са Зрињским. Међутим, ту је забележио свега пет наступа, пропустивши већи број утакмица због повреде. Уговор је раскинуо крајем исте календарске године. Убрзо након тога се вратио у Зрињски, потписавши трогодишњи уговор. Први погодак по повратку у клуб постигао је против Широког Бријега, 8. марта 2020. Дана 16. октобра исте године, Филиповић је комплетирао свој други хет-трик у дресу Зрињског, против Тузла Ситија, што је претходно учинио против екипе ГОШК Габеле у фебруару 2018. Филиповић је Зњињски напустио у јуну 2021. године.
Почетком лета 2021. године, убрзо по одласку из Зрињског, Филиповић је по други пут у каријери постао фудбалер Колубаре. Свој први погодак у Суперлиги Србије постигао је у поразу од нишког Радничког на сусрету 11. кола такмичарске 2021/22. До краја сезоне постигао је укупно 6 погодака 27 одиграних утакмица у српском шампионату, од чега оба у победи над Металцем после чега је изабран за фудбалера 31. кола. Стрелац је био и против лучанске Младости у шеснаестини финали Купа Србије. Играч Колубаре остао је закључно с 2022. Средином новембра те године представљен је у Новом Пазару с којим је договорио једноипогодишњу сарадњу. На свом дебитантском наступу је био асистент код оба поготка у победи од 2 : 1 над ТСЦ-ом из Бачке Тополе, дана 5. фебруара 2023. За клуб је уписао укупно 10 наступа. Почетком маја месеца, исте године, споразумно је раскинуо уговор и напустио клуб. Потом се, крајем јуна, вратио у Колубару. Током 2024. кратко је наступао за Словен из Руме, а потом је прешао у обреновачки Раднички.

## Статистика

### Клупска
Ажурирано 1. маја 2025.
|                            |          |                                   |     |    |    |   |    |   |   |   |     |    |  |  |
| Младост Апатин (позајмица) | 2009/10. | Прва лига Србије                  | 25  | 3  | —  | — | —  | — | — | — | 25  | 3  |  |  |
|                            |          |                                   |     |    |    |   |    |   |   |   |     |    |  |  |
| ОФК Београд                | 2010/11. | Суперлига Србије                  | 12  | 0  | 0  | 0 | 2  | 0 | — | — | 14  | 0  |  |  |
| ОФК Београд                | 2011/12. | Суперлига Србије                  | 2   | 0  | 0  | 0 | —  | — | — | — | 2   | 0  |  |  |
| ОФК Београд                | Укупно   | Укупно                            | 14  | 0  | 0  | 0 | 2  | 0 | — | — | 16  | 0  |  |  |
|                            |          |                                   |     |    |    |   |    |   |   |   |     |    |  |  |
| Колубара (позајмица)       | 2011/12. | Прва лига Србије                  | 6   | 0  | —  | — | —  | — | — | — | 6   | 0  |  |  |
| Колубара (позајмица)       | 2012/13. | Прва лига Србије                  | 13  | 2  | 1  | 0 | —  | — | — | — | 14  | 2  |  |  |
|                            |          |                                   |     |    |    |   |    |   |   |   |     |    |  |  |
| Тимок                      | 2012/13. | Прва лига Србије                  | 17  | 6  | —  | — | —  | — | — | — | 17  | 6  |  |  |
|                            |          |                                   |     |    |    |   |    |   |   |   |     |    |  |  |
| Вождовац                   | 2013/14. | Суперлига Србије                  | 1   | 0  | —  | — | —  | — | — | — | 1   | 0  |  |  |
|                            |          |                                   |     |    |    |   |    |   |   |   |     |    |  |  |
| БСК Борча (позајмица)      | 2013/14. | Прва лига Србије                  | 24  | 5  | 1  | 0 | —  | — | — | — | 25  | 5  |  |  |
|                            |          |                                   |     |    |    |   |    |   |   |   |     |    |  |  |
| Дрина Зворник              | 2014/15. | Премијер лига Босне и Херцеговине | 24  | 9  | 1  | 0 | —  | — | — | — | 25  | 9  |  |  |
|                            |          |                                   |     |    |    |   |    |   |   |   |     |    |  |  |
| Зрињски                    | 2015/16. | Премијер лига Босне и Херцеговине | 22  | 4  | 1  | 0 | 2  | 1 | — | — | 25  | 5  |  |  |
| Зрињски                    | 2016/17. | Премијер лига Босне и Херцеговине | 13  | 3  | 4  | 1 | 2  | 0 | — | — | 19  | 4  |  |  |
| Зрињски                    | 2017/18. | Премијер лига Босне и Херцеговине | 32  | 16 | 0  | 0 | 2  | 0 | — | — | 34  | 16 |  |  |
| Зрињски                    | 2018/19. | Премијер лига Босне и Херцеговине | 23  | 7  | 2  | 0 | 6  | 1 | — | — | 31  | 8  |  |  |
|                            |          |                                   |     |    |    |   |    |   |   |   |     |    |  |  |
| Лариса                     | 2019/20. | Суперлига Грчке                   | 5   | 0  | 0  | 0 | —  | — | — | — | 5   | 0  |  |  |
|                            |          |                                   |     |    |    |   |    |   |   |   |     |    |  |  |
| Зрињски                    | 2019/20. | Премијер лига Босне и Херцеговине | 3   | 1  | 1  | 0 | —  | — | — | — | 4   | 1  |  |  |
| Зрињски                    | 2020/21. | Премијер лига Босне и Херцеговине | 24  | 5  | 1  | 0 | 3  | 1 | — | — | 28  | 6  |  |  |
| Зрињски                    | Укупно   | Укупно                            | 117 | 36 | 9  | 1 | 15 | 3 | — | — | 141 | 40 |  |  |
|                            |          |                                   |     |    |    |   |    |   |   |   |     |    |  |  |
| Колубара                   | 2021/22. | Суперлига Србије                  | 27  | 6  | 1  | 1 | —  | — | — | — | 28  | 7  |  |  |
| Колубара                   | 2022/23. | Суперлига Србије                  | 16  | 2  | 1  | 0 | —  | — | — | — | 17  | 2  |  |  |
|                            |          |                                   |     |    |    |   |    |   |   |   |     |    |  |  |
| Нови Пазар                 | 2022/23. | Суперлига Србије                  | 10  | 0  | 0  | 0 | —  | — | — | — | 10  | 0  |  |  |
|                            |          |                                   |     |    |    |   |    |   |   |   |     |    |  |  |
| Колубара                   | 2023/24. | Прва лига Србије                  | 32  | 9  | 0  | 0 | —  | — | — | — | 32  | 9  |  |  |
| Колубара                   | Укупно   | Укупно                            | 94  | 19 | 3  | 1 | —  | — | — | — | 97  | 20 |  |  |
|                            |          |                                   |     |    |    |   |    |   |   |   |     |    |  |  |
| Словен Рума                | 2024/25. | Прва лига Србије                  | 5   | 0  | —  | — | —  | — | — | — | 5   | 0  |  |  |
|                            |          |                                   |     |    |    |   |    |   |   |   |     |    |  |  |
| Раднички Обреновац         | 2024/25. | Српска лига Београд               | 13  | 3  | —  | — | —  | — | 3 | 0 | 16  | 3  |  |  |
|                            |          |                                   |     |    |    |   |    |   |   |   |     |    |  |  |
| Каријера                   | Каријера | Каријера                          | 349 | 81 | 14 | 2 | 17 | 3 | 3 | 0 | 383 | 86 |  |  |
|                            |          |                                   |     |    |    |   |    |   |   |   |     |    |  |  |

## Трофеји, награде и признања

### Екипно
Зрињски
- Премијер лига Босне и Херцеговине (3) : 2015/16,[72] 2016/17,[73] 2017/18.[74]

### Појединачно
- Најбољи стрелац Премијер лиге Босне и Херцеговине за сезону 2017/18. (16 постигнутих погодака)[75]
- Играч кола у Суперлиги Србије (31. коло сезоне 2021/22)[2]